# Bonito de Minas
Bonito de Minas är en kommun i Brasilien.   Den ligger i delstaten Minas Gerais, i den östra delen av landet, 300 km öster om huvudstaden Brasília. Antalet invånare är 9 671.
Omgivningarna runt Bonito de Minas är huvudsakligen savann. Runt Bonito de Minas är det mycket glesbefolkat, med 2 invånare per kvadratkilometer.